# Orp-Jauche
Orp-Jauche (in vallone Oû-Djåce) è un comune belga di 7 932 abitanti, situato nella provincia vallona del Brabante Vallone.